# Montañas de Štiavnica

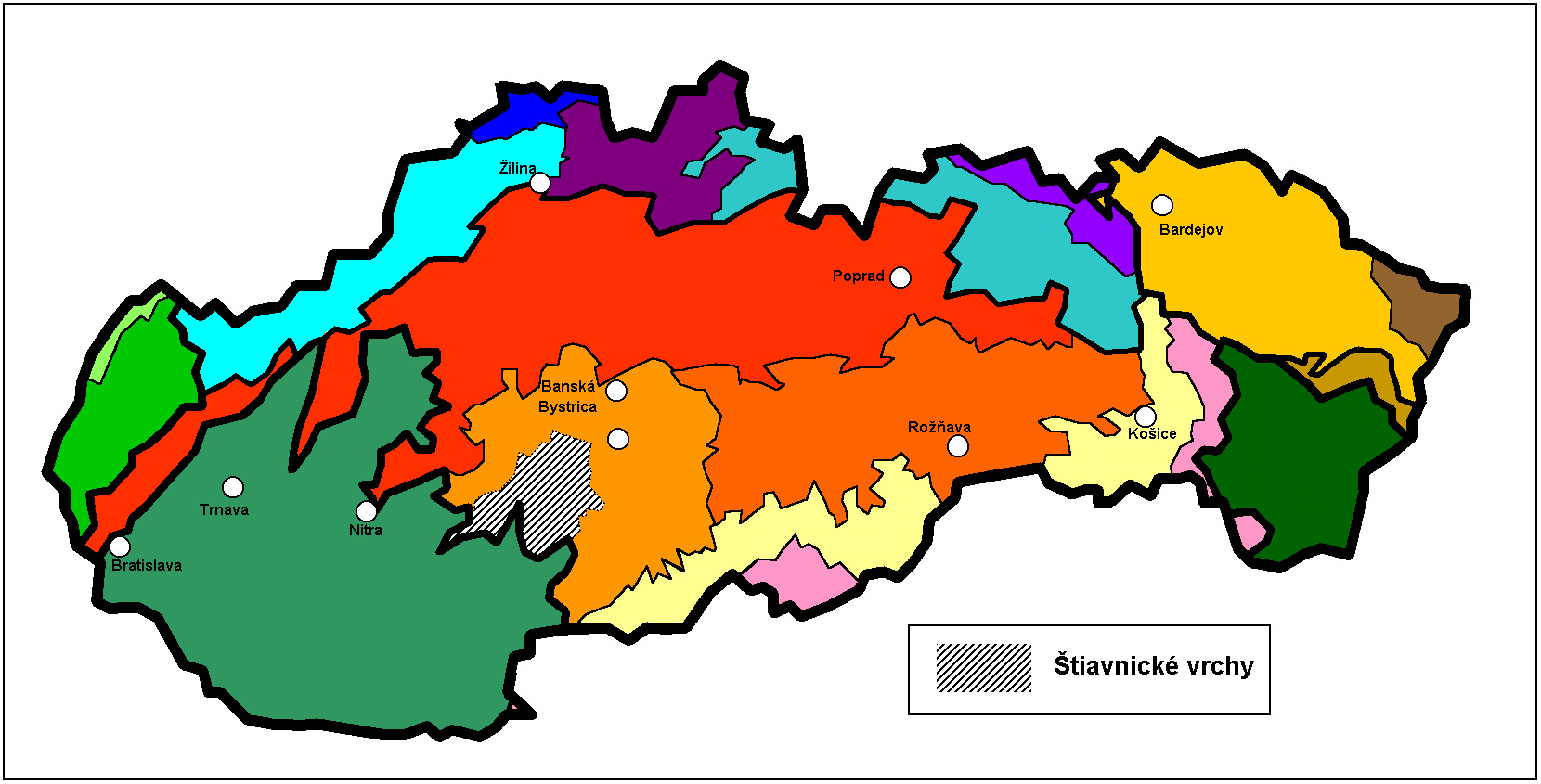
Localización de las montañas de Štiavnica en Eslovaquia (en gris).

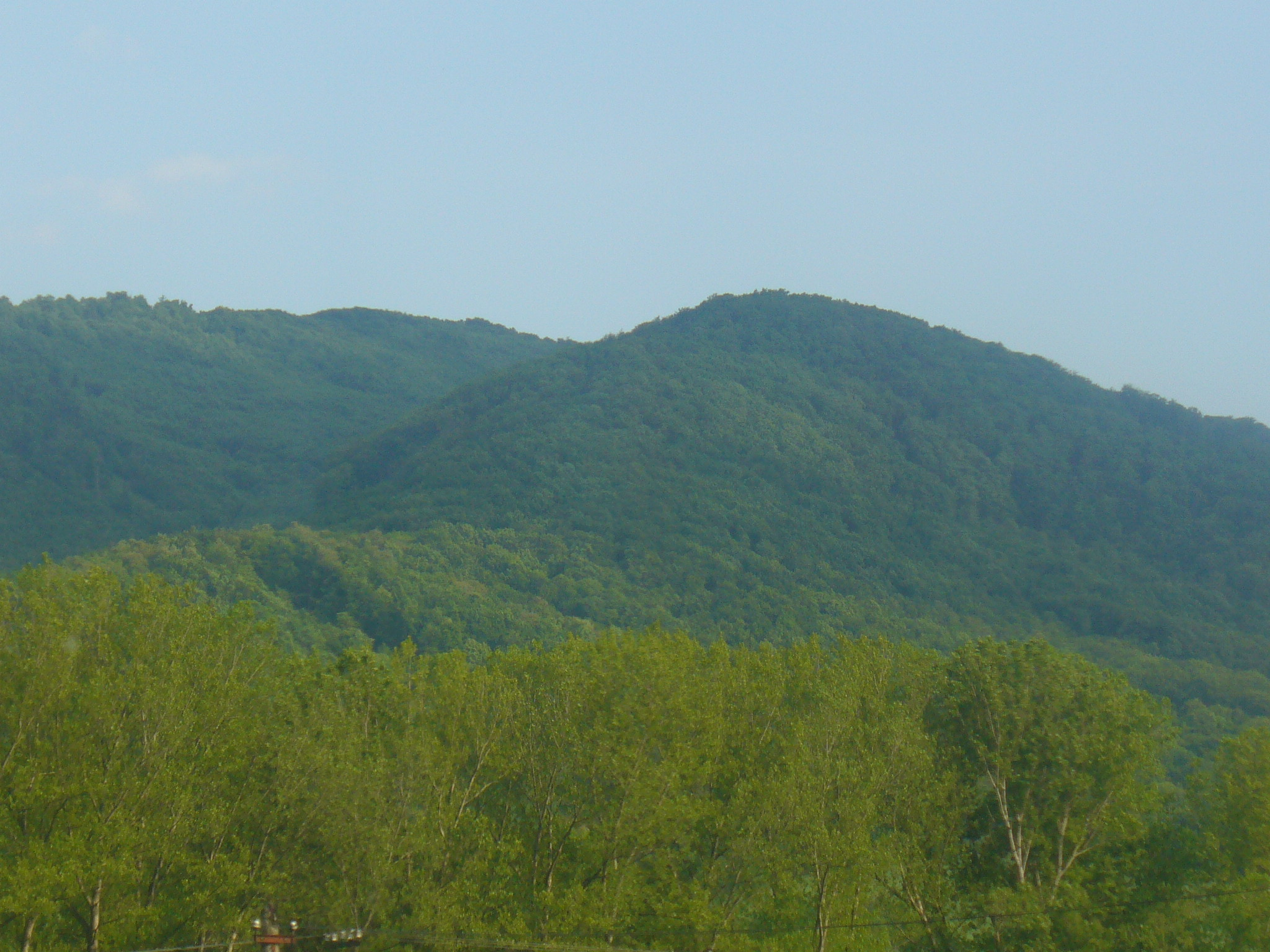
La mayor parte de las montañas de Štiavnica Mountains están cubiertas por bosques.

Las Montañas de Štiavnica (Montañas Štiavnické, en eslovaco Štiavnické vrchy) es una cordillera montañosa de origen volcánico situada en el centro sur de Eslovaquia. Forman parte de los Inner Montes Cárpatos del oeste. Es un espacio natural protegido.
El sistema montañoso está delimitado por las Montañas Kremnica (Kremnické vrchy) en el norte, las montañas Pliešovce y Krupina (Krupinská kotlina) en el este, las Montañas Danubian (Podunajská pahorkatina) en el sur y por Pohronský Inovec, Vtáčnik y Žiar Basin (Žiarska kotlina) en el oeste. El punto más alto es el pico Sitno de 1.009 m.
Las montañas son una inmensa caldera creada por el colapso de un antiguo volcán. Debido a su origen volcánico son mineralmente muy ricas conteniendo alrededor de 140 clases de minerales diferentes. En el pasado hubo una importante industria minera (plata) en las inmediaciones de Banská Štiavnica.
En la zona existen 24 lagos artificiales denominados tajchy. Estos embalses construidos en el siglo XVIII se usaron en la industria minera.